# Méthyllycaconitine
La méthyllycaconitine (MLA) est un alcaloïde terpénique très toxique que l'on trouve dans les plantes du genre Delphinium.
C'est un composé de type N-(méthylsuccinyl)-anthranoyllycoctonine.

## Propriété
Il a la propriété d'être un antagoniste des récepteurs nicotiniques de l'acétylcholine (nAChR) et même d'un sous type particulier de ceux-ci, dit alpha 7.
Il existe peu d'antagonistes capables d'être sélectifs de sous types du récepteur nAChR.  Le récepteur nicotinique nAChR est constitué de 5 sous unités arrangées autour d'un canal perméable aux ions sodium Na+, potassium K+ ou calcium Ca++. Ces sous unités peuvent prendre un grand nombre de formes possibles : on les classe en type alpha (α2 à α10), type bêta (β2-β4), delta δ, gamma γ, epsilon ε. La méthyllycaconitine est un antagoniste sélectif d'un récepteur nicotinique formé de cinq sous unités identiques α7, soit (α7)5.
Les récepteurs α7 sont situés dans le cerveau. Ils joueraient un rôle important dans les dysfonctions cognitives, les maladies neurodégénératives, l'épilepsie et peut-être la cessation du tabagisme. La MLA protégerait de la neurotoxicité induite par le peptide bêta-amyloïde lié à la maladie d'Alzheimer. Les récepteurs α7 situés dans l'aire tegmentale ventrale VTA sont impliqués dans le renforcement de l'action des drogues comme la nicotine ou la cocaïne. Ceux situés dans l'hippocampe jouent un rôle dans la rétention à long terme d'une peur contextuelle puisque l'infusion centrale de MLA après le conditionnement provoque de grands déficits de rétention.
C'est aussi un parasympathomimétique, potentiellement insecticide.

## Toxicité
La méthyllycaconitine (MLA) est considérée comme la responsable principale de la toxicité des delphiniums. C'est un antagoniste des récepteurs nicotiniques de l'acétylcholine dans les muscles et le cerveau, provoquant des difficultés respiratoires et des convulsions.
Il est tenu pour responsable de l'empoisonnement du bétail broutant dans les alpages suisses ou dans les montagnes d'Amérique du Nord.